# Thiago Picchi
Thiago Picchi (Rio de Janeiro, 5 de maio de 1976) é autor, diretor e preparador de atores. O artista é filho dos atores Marcello Picchi e Elizabeth Savala.
Quando jovem trabalhou como ator. Contracenou com a mãe em sua estreia na Globo, em 1996, na novela Quem é Você,  a convite do diretor Herval Rossano. Dez anos depois, interpretou o professor de músico Marcelo na novela Páginas da Vida, de Manoel Carlos, seu papel de maior repercussão.
Atualmente divide seu tempo entre a literatura, a direção de teatro e o trabalho como preparador de elenco, acompanhando os atores no processo de estudo, pesquisa e compreensão da obra e dos personagens. Esteve envolvido com a preparação de Filhas de Eva, exibida na GloboPlay em 2021, e também na novela Quanto mais vida, melhor!, que ocupou a faixa das 19h da TV Globo no mesmo ano.
Thiago já trabalhou como músico e também escreveu canções. A música “Mercado”, escrita por Thiago Picchi,  recebeu o prêmio de Melhor Canção Latina e Vox Pop, no Independent Music Awards 2018, no Lincoln Center, em Nova Iorque, com a apresentação da também musicista, pianista e cantora Délia Fischer.

## Vida pessoal
Durante toda a infância frequentou frequentou camarins e coxias, pois seus pais, sem ter com quem deixá-lo, o levavam para o trabalho. Elizabeth Savala contou, em entrevista, que Thiago mexeu pela primeira vez na sua barriga durante uma cena de beijo com o ator Ney Latorraca na novela O Grito, exibida pela Rede Globo entre outubro de 1975 e abril de 1976.
Aprendeu ainda jovem a tocar sax e flauta transversa. Durante alguns anos, dividiu-se entre a música e os palcos de tal sorte que uma carreira alimentou a outra. Um exemplo: o autor Manoel Carlos o convidou para interpretar o professor de música da novela Páginas da Vida depois de vê-lo tocando no Rio de Janeiro.
Na dramaturgia, investiu em várias frentes. Foi aluno do curso de roteiros do autor e escritor Aguinaldo Silva em 2018, estudou Teatro na CAL (Casa das Artes de Laranjeiras), conhecido centro de preparação de atores no Rio de Janeiro, e também fez especialização em Londres, em 2019, voltada à preparação de elenco.
Descende matrilinearmente de espanhóis e patrilinearmente de italianos. É casado com a atriz e professora Gabriela Vasselai desde 2019.
Em 2023, afirmou ter sido diagnosticado com autismo, TDAH e superdotação.

## Novelas
| Ano  | Novela           | Personagem                           | Emissora |
| ---- | ---------------- | ------------------------------------ | -------- |
| 1996 | Quem É Você      | Maurício Maldonado Marcondes Aguiar/ | TV Globo |
| 2007 | Páginas da Vida  | Marcelo                              | TV Globo |
| 2009 | Malhação         | Carlos Almeida Miranda (Carlinhos)   | TV Globo |
| 2010 | Ti Ti Ti         | Helinho                              | TV Globo |
| 2011 | Amor e Revolução | Miguel Salvatto                      | SBT      |

## Carreira

### Como ator de novelas
Em 1996, deu vida ao personagem Maurício na novela Quem É Você? escrita por Solange Castro Neves e Lauro César Muniz para a faixa das 18h. Numa referência ao filme Tootsie, em que Dustin Hoffman se veste de mulher para conquistar um papel, Maurício vira Taís para fazer uma campanha publicitária. Assim como no filme, o sucesso de Taís leva Maurício a continuar na personagem, obrigando-o a levar uma vida dupla.
Em 2006, atuou na novela Páginas da Vida interpretando o músico Marcelo, que formava um casal com o médico dermatologista Rubinho (vivido pelo ator Fernando Eiras). Segundo o autor Manoel Carlos, a proposta era mostrar um casal gay que levava uma vida normal e que inclusive queria adotar uma criança. Apesar de representados como um casal bem resolvido, quase não houve carícias entre as personagens. Essa postura, conforme declarou Manoel Carlos ao jornal Folha de S.Paulo, era proposital. "Não vou programar beijo, armar factoide", afirmou ele na época, entendendo que, assim, a assimilação do casal pela sociedade seria mais fácil. A realidade confirmou o acerto dessa estratégia a tal ponto que Thiago Picchi, antes receoso de ataques homofóbicos, afirmou ter ficado surpreso com o carinho que recebeu do público durante a exibição da novela.
Em 2010, fez o papel de Helinho na novela Ti ti ti, exibida pela Rede Globo na faixa das 19h. Seu personagem era o diretor de arte da fictícia revista Moda Brasil, que tinha como editora-chefe Suzana Martins (Malu Mader).

### Como músico
Picchi trabalhou com músicos de diversas gerações. Em 2003, tocou flauta no CD Cenas Musicais, do pianista João Carlos Assis Brasil. Em 2007, tocou saxofone no show Cantar, Cantar e Cantar da cantora Selma Reis.
É co-autor das nove faixas do disco Presente, lançado pela pianista Delia Fischer em 2010.

### Como escritor
Publicou em 2001 seu primeiro livro, O Papagaio e Outras Músicas, pela Editora 7 Letras. O livro trazia encartado um CD e as partituras das canções que Picchi gravou com o objetivo de estabelecer uma ponte entre seu trabalho literário e a música.
Seu segundo livro de contos, Os rumos imprecisos das conversas alheias, é de 2006. O autor se inspirou em As Mil e Uma Noites, a obra mais conhecida da literatura árabe, para compor um personagem que sobrevive contando ao patrão histórias que escuta na rua.
A arte de salvar um casamento, seu terceiro livro, foi lançado em 2014. Apesar do título, não se trata de um livro de autoajuda. Segundo crítica do escritor e psicanalista Renato Tardivo publicada na revista eletrônica “Balaio de Notícias”, os personagens deste livro carregam afetos estrangulados e buscam uma catarse, atitude que não tem o poder de salvar uma relação deteriorada. “Minha Defesa”, um dos contos do livro, foi publicado no suplemento “Ilustríssima” do jornal Folha de S. Paulo em outubro de 2013.
Em 2022, lançou pela Editora 7 Letras o livro de contos Pescoço, escrito durante a pandemia do coronavírus. Todos os 13 contos têm como gancho o pescoço humano. Em entrevista ao jornal O Globo, o autor disse que o conceito da obra não foi pensado previamente e que a escolha do título reflete um momento da história da humanidade em que as convicções da sociedade sofreram, a seu ver, “torções inesperadas”.  

### Como diretor
Em 2011 roteirizou, dirigiu e atuou no curta-metragem O Leilão. A trama, que conta com Carla Daniel, Diogo Savala e Marco Ricca no elenco, gira em torno de um homem solitário que se apaixona pela mão de uma mulher que exibe joias a serem leiloadas num programa de televisão. O curta foi selecionado para participar do Los Angeles Brazilian Film Festival.
Em 2015, escreveu e dirigiu o musical Carequinha – Tá Certo ou Não Tá?, que celebra o centenário de nascimento do famoso palhaço brasileiro. O irmão Diogo Savala estrelou o espetáculo, que teve supervisão de Elizabeth Savala.
Em 2018 dirigiu o pai, o ator Marcelo Picchi, no espetáculo O Papagaio, que conta a vida de um cantor lírico aposentado cujo único amigo é o papagaio da vizinha. Em abril daquele ano, a revista Veja Rio incluiu a peça na lista de cinco monólogos imperdíveis em cartaz na época.
Em 2019, escreveu e dirigiu Cinelândia Noir – Teatro no Cinema. Com Adriana Seiffert, Cláudio Egídio Hudolph, Diogo Savala, entre outros atores, o espetáculo cumpriu temporada no espaço Estação NET Botafogo, no Rio de Janeiro, mesclando projeções no telão com teatro.

## A cultura como redenção
Em entrevistas, Picchi costuma ressaltar o papel redentor da cultura, que ele vê como "o último êxtase" do ser humano, já que a sociedade sempre recorre a ela mesmo quando tudo parece desandar. Por ser o combustível da sociedade, acrescenta ele, a cultura nunca pode ser rotulada como imoral ou ilegal.